# Eduardo del Águila Tello
Eduardo del Águila Tello (Tarapoto, 1869- Pucallpa, 29 de noviembre de 1946) fue el primer fundador de la ciudad de Pucallpa, en la búsqueda análisis sobre las investigaciones de averiguación nativa. Y en 1896 migró a la actual ciudad de Puerto Callao, distrito de Yarinacocha.